# エキス分
エキス分（エキスぶん）とは、酒を加熱した場合において、蒸発せずに残留する成分のこと。日本においては、エキス分に対する単位として「度」を用いると定められているが、「％」を用いることも多々ある。

## 概要
冒頭の通り、酒を加熱した場合において蒸発しない成分を指すが、「エキス分」という単位をしばしば用いるリキュールにおいては、そのほとんどを糖分が占める（他には旨味成分が主となる）。したがって、「エキス分の高いリキュールは、甘味が強い酒である」と定義できる。
日本における定義としては、「温度15度のとき、100立方センチメートルの酒に含まれる不揮発性成分が1グラム含まれているとき、エキス分1度とする」とされている。
また、エキス分の単位は「度」を使うことが公的に定義されているが、書籍などにおいてはしばしば「％」が用いられる。これは、「アルコール度数」についても「度」を用いるため、どちらの数値であるのかをはっきりさせる目的があるとされている。